# Sakari (Vorname)
Sakari (kurz auch Sakke oder Saku) ist ein männlicher, finnischer Vorname. Die deutsche Schreibweise ist Zacharias.